# ويليام روس (لاعب كرة الماء)
ويليام روس (بالإنجليزية: William Ross)‏ هو لاعب كرة الماء أمريكي، ولد في 6 يوليو 1928 في تورونتو في كندا.

## وصلات خارجية
- ويليام روس على موقع قاعة مشاهير السباحة الأمريكية (الإنجليزية)
- ويليام روس على موقع اللجنة الأولمبية الدولية (الإنجليزية)
- ويليام روس على موقع أوليمبيديا (الإنجليزية)